# 土田義晴
土田 義晴（つちだ よしはる、1957年2月11日 - ）は、日本の絵本作家。

## 来歴・人物
山形県鶴岡市出身。
酒田南高等学校を経て、日本大学芸術学部油絵科に進み、中谷貞彦・千代子夫妻の指導を受ける中で絵本作家を志望した。1980年の『にわのはな』により、23歳で絵本作家としてデビューした。

## 主な出版物

### 著書
- 『にわのはな』 フレーベル館 1980.5
- 『くまくまうさぎ』 福武書店 1987.4 ISBN 4-8288-1292-X
- 『ぼくとわたしのせいかつえほん』 グランまま社 1987.5 ISBN 4-906195-10-5
- 『うたえほん』 グランまま社 1988.9 ISBN 4-906195-11-3
- 『うたえほん・2』 グランまま社 1989.4 ISBN 4-906195-15-6
- 『もりでもぐもぐ』 福武書店 1989.11 ISBN 4-8288-1374-8
- 『おとうさんといっしょ』 ポプラ社 1990.7 ISBN 4-591-03338-4
- 『いもうとといっしょ』 ポプラ社 1990.12 ISBN 4-591-03752-5
- 『みんなでキャンプ』 ポプラ社 1991.7 ISBN 4-591-03755-X
- 『みんなおなじ』 佼成出版社 1991.9 ISBN 4-333-01538-3
- 『みんなでゆうえんち』 ポプラ社 1992.9 ISBN 4-591-04173-5
- 『ことばえほん』 グランまま社 1992.11 ISBN 4-906195-24-5
- 『はじめてのあいうえお』 グランまま社 1993.4 ISBN 4-906195-26-1
- 『きつねのこのいろんないろいっぱい』 あかね書房 1993.5 ISBN 4-251-00078-1
- 『きつねのこのなんにんいるかな』 あかね書房 1993.5 ISBN 4-251-00077-3
- 『きつねのこのみんなにこんにちは』 あかね書房 1993.5 ISBN 4-251-00079-X
- 『森のおくりもの』 佼成出版社 1993.11 ISBN 4-333-01661-4
- 『どんどんむらのなつ』 宝島社 1994.6 ISBN 4-7966-0823-0
- 『どんどんむらのあき』 宝島社 1994.10 ISBN 4-7966-0870-2
- 『いちばんまちどおしい日』 ポプラ社 1994.11 ISBN 4-591-04186-7
- 『おいしいえほん』 リーブル 1995.5 ISBN 4-947581-10-7
- 『なかよしえほん』 リーブル 1995.5 ISBN 4-947581-09-3
- 『くまちゃんのおやつ』 国土社 1995.11 ISBN 4-337-09351-6
- 『わっはっはっえほん』 リーブル 1995.12 ISBN 4-947581-11-5
- 『みんなおはよう』 佼成出版社 1996.4 ISBN 4-333-01796-3
- 『ごちそうがいっぱい』 佼成出版社 1996.10 ISBN 4-333-01822-6
- 『ポンキラシマモジドロンのおばけツリー』 草土文化 1996.11 ISBN 4-7945-0701-1
- 『できるもんえほん』 リーブル 1997.3 ISBN 4-947581-14-X
- 『のはらでいただきます』 小峰書店 1997.6 ISBN 4-338-14301-0
- 『ほしぞらでポロロン』 佼成出版社 1997.7 ISBN 4-333-01846-3
- 『キャンプでいただきます』 小峰書店 1997.9 ISBN 4-338-14302-9
- 『パーティーでいただきます』 小峰書店 1997.11 ISBN 4-338-14303-7
- 『ゆきがしんしんしん』 佼成出版社 1997.11 ISBN 4-338-14303-7
- 『いただきまーす』 ベネッセコーポレーション 1997.11 ISBN 4-8288-5071-6
- 『パンやさんでいただきます』 小峰書店 1998.1 ISBN 4-338-14304-5
- 『こんにちは』 ベネッセコーポレーション 1998.1 ISBN 4-8288-5084-8
- 『ありがとう』 ベネッセコーポレーション 1998.3 ISBN 4-8288-5090-2
- 『うみべでいただきます』 小峰書店 1998.3 ISBN 4-338-14305-3
- 『やさいだいすき』 童心社 1998.6 ISBN 4-494-08778-5
- 『ワイワイばたけはおおさわぎ』 PHP研究所 1998.8 ISBN 4-569-68113-1
- 『みんなありがとう』 童心社 1999.4 ISBN 4-494-08798-X
- 『のりものえほん』 リーブル 1999.6 ISBN 4-947581-21-2
- 『おしごとなあに?』 PHP研究所 1999.9 ISBN 4-569-68187-5
- 『おみせはなあに?』 PHP研究所 1999.9 ISBN 4-569-68188-3
- 『さみしくなかったよ』 PHP研究所 2000.5 ISBN 4-569-68222-7
- 『おいしいとびらをとんとんとん』 童心社 2000.6 ISBN 4-494-08826-9
- 『おやつのポケット』  教育画劇 2000.6 ISBN 4-7746-0471-2
- 『ごちそう村だより夏の料理』 小峰書店 2000.6
- 『田んぼのお絵かき日記』 Boo House 2000.7
- 『ごちそう村だより秋の料理』 小峰書店 2000.9
- 『ごちそう村だより冬の料理』 小峰書店 2000.12
- 『ごちそう村だより春の料理』 小峰書店 2001.3
- 『うたえほん・3』 グランまま社 2001.12 ISBN 4-906195-43-1
- 『14の心をきいて』 PHP研究所 2002.1 ISBN 4-569-68317-7
- 『ふくの神どっさどっさどっさぁり』 リーブル 2002.1 ISBN 4-947581-29-8
- 『はじめてのえほん』 リーブル 2003.5 ISBN 4-947581-31-X
- 『もりのなかよし』 あかね書房 2003.7 ISBN 4-251-04016-3
- 『くまくん』 Spoon編集部 2003.8 ISBN 4-916170-07-5
- 『おとうさん』 小峰書店 2003.9
- 『いつもなかよし』 あかね書房 2004.3
- 『ゴンタとカンタ』 PHP研究所 2004.4
- 『だっこだっこだっこしてね』 2004.5
- 『みんなみんななかよし』 あかね書房 2005.3
- 『はみがきシュッシュッ』 リーブル 2005.5
- 『アイのことばのコップ』 PHP研究所 2005.7
- 『おつきみのはら』 童心社 2005.9
- 『まほういろのえのぐ』 金の星社 2005.11
- 『おかあさんにおみやげ』 あかね書房 2005.12
- 『おいしいとびらをとんとんとん』 童心社 2006.6
- 『おみやげはきょうりゅう』 あかね書房 2006.7
- 『おとうさんにおみやげ』 あかね書房 2007.3
- 『しあわせおにぎり』 あかね書房 2007.9
- 『サンタサンタサンタ』 童心社 2007.12
- 『おじいちゃんのカブづくり』 そうえん社 2008.2
- 『おすしでげんき!』 あかね書房 2008.4
- 『カレーライスおかわり!』 あかね書房 2008.8
- 『むきむきおいしい!』 童心社 2008.9
- 『ねずみくんのおくりもの』 （あべやすつぐ 原作） 教育画劇 2018.11 ISBN 978-4-7746-2152-4 |id=全国書誌番号:23136946

### 共著書
- 『はらぺこグーブー旅行』共著者：土田敦子 あかね書房 1987.10 ISBN 4-251-03691-3
- 『うきうきハワイ旅行』共著者：土田敦子 あかね書房 1988.9 ISBN 4-251-03692-1